# William Craig (autor)
William Craig (1929-22 de septiembre de 1997) fue un novelista e historiador estadounidense. Nacido en la ciudad de Concord, (Massachusetts, Estados Unidos), estudió y se graduó en Historia en la Universidad de Columbia.
Su primer trabajo histórico fue La caída del Japón, narración documental de las últimas semanas de la Segunda Guerra Mundial en el océano Pacífico.
En 1971 publicó su primera novela, La crisis de Tashkent, un thriller de espionaje y política internacional en los años de la Guerra Fría. Volvió al trabajo histórico con La batalla por Stalingrado, resultado de cinco años de estudios, durante los cuales viajó extensamente a tres continentes, analizando documentos y entrevistando a centenares de supervivientes de la Batalla de Stalingrado. Algunos de los sucesos narrados en el libro sirvieron de base para el guion de la película Enemy at the Gates, de Jean-Jacques Annaud (estrenada como Enemigo a las puertas en España y como Enemigo al acecho en América Latina). Su último libro fue también un thriller de espionaje: The Strasbourg Legacy (El legado de Estrasburgo).
Tanto su esposa, Eleanor (de soltera, Russell) como su segundo hijo, William, son también escritores, la primera de ficción y el segundo de historia.